# Bembidion lapponicum
Bembidion lapponicum es una especie de escarabajo del género Bembidion, familia Carabidae. Fue descrita científicamente por Zetterstedt en 1828.
Habita en Canadá, Estonia, Finlandia, Gran Bretaña, Kazajistán, Letonia, Noruega, Rusia, Suecia y los Estados Unidos. Se encuentra en orillas de ríos y lagos arenosos.